# Acropora sukarnoi
Acropora sukarnoi là một loài san hô trong họ Acroporidae. Loài này được Wallace, miêu tả khoa học năm 1997.